# Wenezuela na Mistrzostwach Świata w Lekkoatletyce 2015
Wenezuela na Mistrzostwach Świata w Lekkoatletyce 2015 – reprezentacja Wenezueli podczas Mistrzostw Świata w Pekinie liczyła 11 zawodników, z których żaden nie zdobył medalu.

## Występy reprezentantów Wenezueli

### Mężczyźni

#### Konkurencje biegowe
| Konkurencja        | Zawodnik                                                  | Runda 1      | Runda 1 | Półfinał | Półfinał | Finał    | Finał   |
| Konkurencja        | Zawodnik                                                  | Rezultat     | Pozycja | Rezultat | Pozycja  | Rezultat | Pozycja |
| ------------------ | --------------------------------------------------------- | ------------ | ------- | -------- | -------- | -------- | ------- |
| Bieg na 400 m      | Alberth Bravo                                             | 45,28        | 28.     | NQ       | NQ       | NQ       | NQ      |
| Sztafeta 4 × 400 m | Alberth Bravo José Meléndez Arturo Ramírez Freddy Mezones | 3:02,96 (SB) | 14.     | —        | —        | NQ       | NQ      |
| Chód na 20 km      | Richard Vargas                                            | —            | —       | —        | —        | 1:28:18  | 46.     |

### Kobiety

#### Konkurencje biegowe
| Konkurencja   | Zawodniczka   | Runda 1  | Runda 1 | Półfinał | Półfinał | Finał    | Finał   |
| Konkurencja   | Zawodniczka   | Rezultat | Pozycja | Rezultat | Pozycja  | Rezultat | Pozycja |
| ------------- | ------------- | -------- | ------- | -------- | -------- | -------- | ------- |
| Bieg na 100 m | Andrea Purica | 11,62    | 42.     | NQ       | NQ       | NQ       | NQ      |
| Bieg na 100 m | Nediam Vargas | 11,51    | 39.     | NQ       | NQ       | NQ       | NQ      |
| Bieg na 200 m | Nercely Soto  | 23,16    | 25.     | NQ       | NQ       | NQ       | NQ      |

#### Konkurencje techniczne
| Konkurencja    | Zawodniczka      | Eliminacje | Eliminacje | Finał    | Finał   |
| Konkurencja    | Zawodniczka      | Rezultat   | Pozycja    | Rezultat | Pozycja |
| -------------- | ---------------- | ---------- | ---------- | -------- | ------- |
| Skok o tyczce  | Robeilys Peinado | 4,30       | 23.        | NQ       | NQ      |
| Pchnięcie kulą | Ahymará Espinoza | 16,76      | 21.        | NQ       | NQ      |
| Rzut młotm     | Rosa Rodríguez   | 70,57      | 10. q      | 67,78    | 11.     |